# Бутина, Мария Валерьевна
Мари́я Вале́рьевна Бу́тина (род. 10 ноября 1988 года, Барнаул, РСФСР, СССР) — российский политический и общественный деятель. Депутат Государственной Думы Федерального собрания Российской Федерации VIII созыва, член комитета Государственной Думы по международным делам с 12 октября 2021 года. Член фракции «Единая Россия».
Член Общественной палаты Российской Федерации VII созыва (16 июня 2020 — 12 августа 2021). Член Общественной палаты Алтайского края (2008—2010).
Мария Бутина получила известность после ареста в Вашингтоне в июле 2018 года, накануне встречи Трампа и Путина в Хельсинки, по обвинению в работе «иностранным агентом» в США без регистрации. 13 декабря 2018 года Бутина в рамках сделки со следствием признала в американском суде свою вину в участии в сговоре против США, а также сообщила, что действовала под руководством российского чиновника. 26 апреля 2019 года приговорена в США к 18 месяцам тюрьмы. После отбытия части срока и депортации Бутина вернулась в Россию 26 октября 2019 года.

## Биография
Мария Бутина родилась 10 ноября 1988 года в Барнауле в семье Валерия Викторовича Бутина, её мать была инженером на энергетическом предприятии. Выросла в селе Косиха Алтайского края. Имеет родную сестру и племянницу Киру. В 17 лет с отличием окончила гимназию № 22 с углублённым изучением английского языка, со школьных лет стремилась к активной публичной деятельности. В 2006 году Мария поступила на факультет политологии АГУ, окончила в 2010 году Алтайский государственный университет с красным дипломом по специальностям «политология» и «педагогика». С 2011 года училась в университетской аспирантуре по специальности «политические процессы, институты и технологии». Свободно владеет английским языком, впоследствии неоднократно была переводчиком на встречах российских и американских политиков, общественных деятелей, получала гонорары за профессионально выполняемую работу.
В 2002—2005 годах Бутина была лектором и директором школьного музея.
В 2006—2007 годах занимала должность специалиста по работе с молодёжью в алтайском отделении всероссийского молодёжного движения «Победа» (партия «Справедливая Россия»). В 2006—2008 годах — координатор Алтайской краевой общественной организации «Школа реальной политики». В 2007—2009 годах была исполнительным директором Ротари-клуба в Барнауле (являлся элементом программы международного движения Rotary International в Сибири). В 2008 году Бутина получила должность советника члена Общественной палаты Алтайского края А. Степурко, в этом качестве курировала программы развития здорового образа жизни и повышения политической культуры. В 2008 году была избрана членом Общественной палаты Алтайского края и занимала пост до 2010 года, одновременно руководя пресс-службой Общественной палаты. В эти годы активно занималась журналистикой, писала публицистические материалы для краевого издания «Газета № 1», в интернете выступала в поддержку легализации оборота оружия, что стало затем главной темой её общественно-политической деятельности.
По данным The Washington Post и «Коммерсантъ», при поддержке отца в Алтайском крае начала предпринимательскую деятельность по розничной торговле мебелью, была хозяйкой сети мебельных магазинов «Домашний уют», затем продала бизнес, участвовала в праймериз «Молодой гвардии Единой России» и в 2011 году переехала в Москву. В 2012 году в Москве открыла рекламное агентство «Антарес».
В 2012 году увлёкшаяся политикой и рекламно-информационным бизнесом Мария, произведя на респектабельного пожилого сенатора неизгладимое впечатление, познакомилась и до 2016 года работала специальным помощником первого заместителя председателя Совета Федерации РФ Александра Торшина, ставшего затем заместителем председателя Центробанка РФ. По опубликованным данным, Бутина и Торшин вели также общий бизнес. В апреле 2015 года в качестве помощницы Торшина Мария совершила вместе с ним визит в США, в ходе которого приняла участие во встречах Торшина с высокопоставленными представителями Федеральной резервной системы (ФРС) и Минфина США Стэнли Фишером и Натаном Шитсом, организатором которых выступила вашингтонская аналитическая организация Центр национальных интересов.
В 2010 году Бутина, которая с детства любила оружие и сама отлично стреляла, выступила основателем общественной организации «Право на оружие». Заявленными целями организации указаны смягчение законодательства в области ношения огнестрельного оружия. Организация провела ряд публичных акций и съездов, в которых приняли участие до 100 активистов легализации оборота оружия разных политических взглядов — от коммунистов до националистов и анархистов. Среди членов движения оказался единственный политик федерального масштаба, сенатор Торшин, оказывающий движению финансовую и информационную поддержку.
В 2012 году в американском журнале New Republic был опубликован репортаж о стрельбах, устроенных активистами «Права на оружие», что впервые принесло Бутиной международную известность. В период 2012—2016 годов Бутина установила контакты и принимала в России делегации Национальной стрелковой ассоциации США (НСА), и сама неоднократно выезжала в США. В апреле 2018 года, когда Бутина уже жила в США, организация «Право на оружие» была исключена из единого государственного реестра юридических лиц, но продолжает деятельность как общественная организация. Бутина упоминалась как соавтор экспертного доклада «К вопросу о реформировании российского оружейного законодательства», подготовленного под руководством сенатора Торшина в 2012 году.
В 2013—2014 годах Бутина посетила Словакию и Чехию, где проводила встречи с национальными организациями сторонников легализации оборота оружия.
В 2015 году, находясь в поездке по США, Бутина стала заводить знакомства среди американских политиков-республиканцев с родственными взглядами на защиту прав владельцев оружия. В июле 2015 года Мария приняла участие в предвыборном митинге Дональда Трампа, задав будущему президенту вопрос о его политических намерениях в отношении России и получив обнадёживающий ответ. По данным следствия, в 2015 году Бутина установила в США контакт с американцем, который дал согласие познакомить Марию с влиятельными американскими политиками. В июне 2015 года опубликовала статью «Bear and elephant» в американском журнале «The National Interest», согласно которой для улучшения отношений между Вашингтоном и Москвой на американских выборах должен был победить кандидат-республиканец (статья вышла накануне выдвижения Трампа, с 2002 года членом редакционной коллегии журнала является сенатор Алексей Пушков. В 2020 году журнал опубликовал статью Владимира Путина к 75-летию завершения Второй мировой войны). В ноябре 2015 года Бутина, будучи уверенной в победе республиканцев на президентских выборах в 2016 году, начала переписку с американским политическим активистом, которому предложила лоббировать смягчение политики Республиканской партии в отношении России. С 2016 года, по данным The Washington Post, Бутина уже проживала в США по студенческой визе. Согласно этой информации, Бутина в мае 2018 года получила степень магистра в Американском университете по специальности «международные отношения». В США Бутина представила себя как поборница права на ношение оружия и стремилась завязать тесные отношения с Национальной стрелковой ассоциацией от имени России. 3 февраля 2017 года Бутина в составе российской официальной делегации посетила Национальный молитвенный завтрак — торжественное мероприятие с участием президента США Трампа; формированием персонального состава российской делегации занимался её шеф Торшин, по окончании завтрака государственное информагентство ТАСС опубликовало интервью с Бутиной о ходе мероприятия. По сведениям The New York Times, Бутина как минимум дважды пыталась организовать тайную встречу Трампа и Путина в период президентской кампании в США 2016 года. В американских СМИ публиковались критические материалы о Бутиной, ряд сенаторов требовал расследования её деятельности. В феврале 2018 года Бутина наняла американского адвоката Роберта Дрисколла.
Американской прессе стало известно, что весной 2018 года Бутина в присутствии адвоката «добровольно в закрытом режиме в течение восьми часов давала показания представителям обеих партий в спецкомитете по разведке сената конгресса США, а также предоставила им тысячи документов». В апреле 2018 года в съёмной квартире Бутиной в Вашингтоне состоялся обыск, к лету Мария, испытывая проблемы с трудоустройством, стала готовиться к возвращению в Россию и паковать чемоданы, а 15 июля 2018 года, накануне встречи Трампа и Путина в Хельсинки, она была арестована ФБР в Вашингтоне без предварительного уведомления Генерального прокурора.
Непосредственным поводом к аресту Бутиной, за которой несколько месяцев следили, стало, по словам прокуроров в суде, обращение Марии в компанию по перевозке вещей и перечисление на счёт в Россию 3500 долларов, а также наличие у неё российского паспорта, что позволяло Бутиной в любой момент укрыться на территории посольства России или вылететь на родину.
МИД России расценил арест Бутиной как приуроченный к встрече президентов России и США в Хельсинки и имевший целью «минимизировать её эффект», сорвать итоги саммита.

## Обвинения и тюремное заключение в США
В июле 2018 года американский Минюст обвинил Бутину в сговоре с целью работы «иностранным агентом» без уведомления властей США, в «инфильтрации (проникновении) в организации, имеющие влияние на американскую политику, с целью продвижения интересов Российской Федерации». По сведениям Reuters и The Washington Post, Бутина оперировала в США, поддерживая связь со своим ментором Александром Торшиным, хотя его имя в опубликованных документах Минюста прямо названо не было.
Согласно материалам американского Минюста, когда в августе 2016 года Бутина прибыла на территорию США по студенческой визе, то она заявила о планах учиться в округе Колумбия, но фактически занималась лоббизмом и являлась «агентом влияния России». В сентябре 2016 года, указано в обвинении, Бутина написала электронное письмо гражданину США в целях организации публичного мероприятия, на котором она могла бы оказать влияние на взгляды американских официальных лиц. Упоминалось также о множестве других её попыток установить контакты с представителями американского истэблишмента. В частности, The Washington Post сообщала, что Бутина общалась с Джеффри Гордоном, членом предвыборной команды президента Трампа, куратором вопросов национальной безопасности.
Американские спецслужбы получили доступ к переписке Бутиной через электронную почту и мобильный телефон, при этом один из собеседников, комментируя эпатажное позирование Бутиной на фото с пистолетами, сравнивал Марию с другой разоблачённой «шпионкой» — Анной Чапман. В электронной переписке Бутиной следствие обнаружило контакты с несколькими лицами, которых в США считают агентами Федеральной службы безопасности, также была зафиксирована её встреча с послом РФ в США.
Следствием было установлено, что Мария обсуждала с «русскими олигархами» бюджет своего путешествия в США. Финансовую поддержку Бутиной и её организации «Право на оружие» в течение ряда лет оказывал российский миллиардер Константин Николаев (совладелец одной из крупнейших российских железнодорожных компаний Globaltrans, соучредитель московской школы менеджмента «Сколково», имеющий деловые отношения с компаниями США энергетического и технологического сектора), о чём сама Бутина рассказала весной 2018 года на слушаниях в комитете сената США по разведке.
Первоначальные обвинения Бутиной были предъявлены по разделу 18, частям 951 (18 U.S.C. § 951) и 371 (18 U.S.C. § 371) Свода законов США. Содержание параграфа 371 описывает сговор с целью совершения преступления или причинения ущерба Соединенным Штатам (то есть совместные действия двух или более лиц в совершении какого-то другого преступления). Максимальный срок наказания по этому параграфу — пять лет тюремного заключения. Параграф 951, один из многочисленных законов США, регулирующих работу «иностранных агентов», требует регистрации лиц, выполняющих любую работу на территории США под контролем иностранных правительств (если они не дипломаты). Нарушение данного требования предусматривает в качестве максимального наказания десять лет тюрьмы. Бутина виновной себя не признала. Её адвокат Роберт Дрисколл отрицает, что Бутина занималась шпионажем. По мнению адвоката, предъявленные ей обвинения — «дутые». Адвокаты Бутиной согласились с требованием прокуратуры о закрытии доступа к материалам дела. МИД России назвал обвинения в адрес Бутиной «политическим заказом».
18 июля 2018 года суд в Вашингтоне отказал в освобождении под залог и постановил заключить Бутину под стражу до судебного разбирательства.
В середине августа 2018 года Бутина переведена в тюрьму Александрии, штат Виргиния. 10 сентября 2018 года суд вновь отказался освобождать россиянку, пояснив, что такое решение приведёт к тому, что Бутину «посадят в машину с дипломатическими номерами, увезут в аэропорт и отправят в Россию». Суд также запретил адвокату Бутиной делать публичные комментарии в прессе о ходе судебного процесса.
В ноябре 2018 года отец Бутиной обратился к президенту России: «Помогите! Моя дочь подвергается пыткам в американской тюрьме!». О применении пыток в американской тюрьме заявил министр иностранных дел России Сергей Лавров. Сама Бутина в апреле 2019 года сообщила, что пытки к ней не применялись, однако её длительное время содержали в условиях изоляции и психологически ей было тяжело. Однако в интервью в октябре 2020 года охарактеризовала применявшееся против неё систематическое лишение сна как пытку. Два американских адвоката, давшие интервью BBC, подтвердили, что подобная практика широко распространена в американских тюрьмах, однако связана она с подозрениями о риске нанесения вреда заключённым себе или окружающим. Так, новоприбывшие заключённые проводят в специальном «крыле» тюрьмы несколько дней, пока их состояние оценивают тюремные врачи и психологи.
В начале декабря корреспондент радио Sputnik сообщил, что Бутина, уже более 5 месяцев находящаяся в суровых условиях тюремного содержания: лишения сна, надевания кандалов и запирания в одиночной камере, намерена заключить сделку со следствием, позволяющую без проведения полноценного судебного процесса с участием присяжных в обмен на частичное признание вины получить более мягкое наказание. МИД России вновь призвал власти США освободить Бутину.
13 декабря 2018 года Бутина заявила в суде, что признаёт свою вину в участии в сговоре против США, а также сообщила, что действовала под руководством российского чиновника. Следующее заседание суда состоялось 26 февраля 2019 года.
В связи с тем, что сотрудничество Бутиной со следствием «всё ещё необходимо правительству США», вынесение приговора 26 февраля было отложено. Следующее заседание суда состоялось 28 марта 2019 года. Прокуратура потребовала приговорить Бутину к 18 месяцам тюрьмы.
В последнем слове на суде Мария сказала, что приехала в США для налаживания отношений между Россией и США. При этом Бутина отметила, что не знала о необходимости регистрироваться в США в качестве иностранного агента, а также принесла извинения за свои поступки, которые были квалифицированы в США как нарушение законодательства.
26 апреля 2019 года федеральный суд округа Колумбия под председательством судьи Тани Чуткан приговорил Бутину к 18 месяцам лишения свободы «незаконную деятельность в интересах иностранного государства» и одобрил депортацию в РФ после отбытия приговора.
15 мая 2019 года Бутина подала апелляцию на приговор. Сразу после этого Мария записала из тюрьмы видеообращение с просьбой о финансовой помощи для оплаты услуг адвокатов.
В мае 2019 года осуждённая Бутина переведена для отбывания наказания в тюрьму Northern Neck в городе Ворсоу, штат Виргиния. Затем отбывала наказание в тюрьме Таллахасси, штат Флорида, где работала в столовой, совершала утренние пробежки, вела рукописные записи. Всего о событиях, происходивших с ней, Мария написала сотни страниц текста, эти записи с помощью адвоката Дрисколла планировалось переправить в Россию. Еженедельно за 7 долларов Бутина имела возможность по 45 минут общаться через видеосвязь с родителями и друзьями.
25 октября 2019 года Бутину освободили из федеральной тюрьмы города Таллахасси после частичного отбытия 18-месячного срока. 26 октября 2019 года самолётом Аэрофлота, вылетевшим из Майами в Москву, Бутина вернулась в Россию.
Характеризуя это дело, ранее работавший в генеральной прокуратуре Министерства юстиции США адвокат Марии Бутиной Дрисколл так охарактеризовал её дело: «Иногда я просыпаюсь по ночам и думаю, что это происходит в какой-то альтернативной реальности… „Шпионка“, которая не имеет специальной подготовки и не использует методы работы разведки, но пишет о каждом своём шаге в социальных сетях; „куратор“, который открыто путешествует и общается со своей подопечной; „миссия“, состоящая в том, чтобы ослабить США обедами дружбы с участием русских и американцев, стремящихся к миру».

### Реакция
21 июля 2018 года министр иностранных дел РФ Сергей Лавров в беседе по телефону с госсекретарём США Майком Помпео назвал обвинения в отношении Бутиной сфабрикованными и потребовал освободить её.
Российские дипломаты сообщали, что Бутина содержалась в "очень суровых условиях". Министр иностранных дел Сергей Лавров заявил, что Бутина "находится в тяжелейших условиях. Уже много-много месяцев, по сути, к ней применяются своеобразные пытки, <...> чтобы сломать ее волю и вынудить ее, по сути дела, признаться в том, чего она, скорее всего, не совершала». Президент РФ Владимир Путин назвал приговор американского суда «беспределом» и выразил непонимание, за что осудили Бутину и какое преступление она совершила.

## Карьера после возвращения в Россию
После возвращения в Россию Бутина вошла в экспертный совет при Уполномоченном по правам человека в РФ и стала членом Общественной палаты РФ VII созыва, где обозначала свою специализацию на защите прав и интересов граждан России за рубежом и в российской тюремной системе.
В 2020 году издала книгу «Тюремный дневник», в которой описала историю своего тюремного заключения в США.
13 апреля 2021 года посетила с визитом Новосибирский государственный университет, где была достаточно «прохладно» встречена студентами.

### Телевизионная и кинокарьера
В декабре 2019 года Мария устроилась на работу на телеканал RT в качестве ведущей программы «Прекрасная Россия бу-бу-бу». Кроме Бутиной, среди ведущих программы — бывший сотрудник ФБК Виталий Серуканов и продюсер RT Дмитрий Леонтьев.
В апреле 2021 года посетила Алексея Навального в исправительном учреждении ИК-2 города Покрова Владимирской области, где сняла репортаж для Russia Today. Во время съёмки репортажа разгорелась словесная перепалка между Бутиной и Навальным.
С 27 марта 2023 по 27 июня 2024 года выпускала авторскую программу «Куклы наследника Тутти» на Первом канале.
В ноябре 2024 года начала вести шоу «Семья — Россия» на телеканале RT.
Выступила режиссёром документального фильма «Свое женское дело» о предпринимательницах, которые помогают российской армии во время вторжения на Украину. Лента была показана на организованном каналом Russia Today кинофестивале «RT.Док: Время героев».

### Политическая карьера (2021 — н.в.)
28 апреля 2021 года Бутина подала документы на участие в предварительном голосовании «Единой России» по отбору кандидатов на выборы депутатов Государственной Думы VIII созыва.
31 мая 2021 года Бутина победила в предварительном голосовании «Единой России».
19 июня 2021 года на XX Съезде политической партии «Единая Россия» утверждена кандидатом в депутаты Государственной думы от Кировской области.
13 августа 2021 года зарегистрирована кандидатом в депутаты Государственной Думы Федерального собрания Российской Федерации VIII созыва. Была вторым номером в списке «Единой России» по Кировской области, занимала место за губернатором Игорем Васильевым.
В августе 2021 года члены партии КПРФ направили в Центризбирком запрос с требованием проверить законность наличия иностранных активов у Марии Бутиной, которая как кандидат в депутаты не может пользоваться иностранными финансовыми инструментами. Согласно поданным ею документам, за год она задекларировала доходы на сумму 65 миллионов рублей, в том числе полученные от гражданина США; среди её имущества — американские и европейские облигации. Обращение было отклонено.
По итогам выборов Бутина не прошла в депутаты, даже занимая второе место в партийном списке «Единой России» по региону, но стала депутатом Госдумы VIII созыва после отказа от мандата губернатора Кировской области Игоря Васильева.
В ходе российского вторжения на Украину в апреле 2022 года в составе группы депутатов внесла проект закона о наделяющий генерального прокурора России и его заместителей правом признавать регистрацию СМИ недействительной и прекращать действие лицензии на теле- и радиовещание в случае распространения ими «фейков» о российских военных и их дискредитации, призывов к санкциям, а также информации, в которой содержится «явное неуважение к обществу, государству и Конституции Российской Федерации».

## Международные санкции
Из-за поддержки российской агрессии и нарушения территориальной целостности Украины во время российско-украинской войны находится под персональными международными санкциями разных стран.
23 февраля 2022 года внесена в санкционные списки стран Евросоюза за действия и политику, которые подрывают территориальную целостность, суверенитет и независимость Украины и ещё больше дестабилизируют Украину.
24 февраля 2022 года включена в санкционный список Канады «близких соратников режима» за голосование о признании независимости «так называемых республик в Донецке и Луганске».
24 марта 2022 года, на фоне вторжения России на Украину, попала в санкционный список США за «соучастие в войне Путина» и «поддержку усилий Кремля по вторжению в Украину», Госдеп США заявил что депутаты Госдумы используют свои полномочия для преследования инакомыслящих и политических оппонентов, нарушают свободу информации, ограничивают права человека и основные свободы граждан России.
По аналогичным основаниям находится под санкциями Швейцарии (с 25 февраля 2022), Австралии (с 26 февраля 2022), Великобритании (с 11 марта 2022 года), Японии (с 12 апреля 2022), Новой Зеландии (с 3 мая 2022 года).
Указом президента Украины Владимира Зеленского от 7 сентября 2022 года находится под санкциями Украины.

## Доходы
Согласно декларации, поданной Бутиной в Центризбирком в 2021 году, её доход составил больше 67 млн рублей. Основные источники — Телекомпания НТВ, «ТВ-Новости» (телеканал RT), Управляющая компания «Альфа-Капитал», Альфа Банк, Восточный экспресс-банк и компания «Бирн Патрик» из США. Также у неё есть облигации 34 компаний из разных стран, общая стоимость которых превышает 24 млн рублей.

## Личная жизнь
По опубликованным в российской печати сведениям, была замужем в России за активистом-нацболом, имеет ребёнка. В документах Минюста США указывается, что 29-летняя Бутина состояла в отношениях с 56-летним американцем (предположительно политологом-республиканцем Полом Эриксоном), через его посредство получила контакты других американских политиков. ФБР обнаружило письма и СМС-сообщения Бутиной, в которых она регулярно просила Эриксона выполнить за неё заданную в университете домашнюю работу, отредактировать свои курсовые, дать ответы на экзаменационные вопросы. Из этих фактов прокуратура сделала вывод, что Бутина обучалась в аспирантуре Американского университета в Вашингтоне фиктивно, с посторонней помощью, очевидно, для прикрытия истинной деятельности, а в это время «продолжала работать для российского правительства». В письмах к другим лицам, изъятых ФБР, Бутина выражает недовольство, что ей приходится иметь постылые отношения с Эриксоном, с презрением отзывается о дальнейшем с ним «сожительстве».
По заявлениям ФБР, «по крайней мере однажды Бутина предложила человеку секс в обмен на должность в организации». Однако адвокат усомнился в достоверности этих обвинений, уточнив, что на момент их публикации обвинение не предоставило доказательств. Впоследствии Прокуратура США официально признала, что допустила ошибку и неверно интерпретировала переписку Бутиной, а адвокат выразил надежду, что этот факт будет освещён так же широко, как и первоначальное обвинение до этого. По мнению защиты и сторонников Бутиной, обвинения более напоминают рядовой западный шпионский триллер о русской коварной соблазнительнице.
В августе 2019 года стало известно об отставке основателя американского онлайн-ретейлера Overstock Патрика Бирна, который покинул пост исполнительного директора после того, как в США была обнародована информация о том, что Бирн общался и затем вступил в романтические отношения с Бутиной. По данным New York Times, знакомство Бутиной и Бирна состоялось в июле 2015 года на либертарианской конференции в Лас-Вегасе. На допросе в Федеральном бюро расследований Бирн сообщил, что когда между ними возникла связь, то на романтических свиданиях Бутина «всё чаще затрагивала тему возможности встретиться с кандидатами в президенты США, в частности, с Хиллари Клинтон, Дональдом Трампом, сенаторами Тедом Крузом и Марко Рубио». Настойчивость Бутиной встревожила и насторожила Бирна — своё «досадное положение» после разоблачения Бутиной Бирн назвал причиной ухода с публичного поста.
13 апреля 2021 года Мария рассказала о том, что является крёстной матерью для двойни — Владимира Евдокимова и его сестры Анастасии, которые родились, пока Бутина находилась в заключении. Родителями детей являются Олег, школьный друг Бутиной, и Татьяна.

## Награды
- Медаль «За содействие» (Росгвардия, 2022 год)[112].
- Орден Святой равноапостольной княгини Ольги II степени (Русская православная церковь, 2023 год)[113].